# 珀蒂梅尼勒
珀蒂梅尼勒（法語：Petit-Mesnil，法語發音：[pəti mɛnil]）是法国奥布省的一个市镇，位于该省东部，属于奥布河畔巴尔区。

## 地理
珀蒂梅尼勒（48°20'43"N, 4°35'48"E）面积14.83 平方千米，位于法国大東部大區奥布省，该省份为法国中北部省份，北起马恩省，西接塞纳-马恩省，西南至约讷省，东南至科多尔省，东临上马恩省。
与珀蒂梅尼勒接壤的市镇（或旧市镇、城区）包括：旧布列讷、拉谢斯、绍梅尼勒、埃克朗斯、拉罗蒂耶尔、特拉讷、韦尔农维利耶。

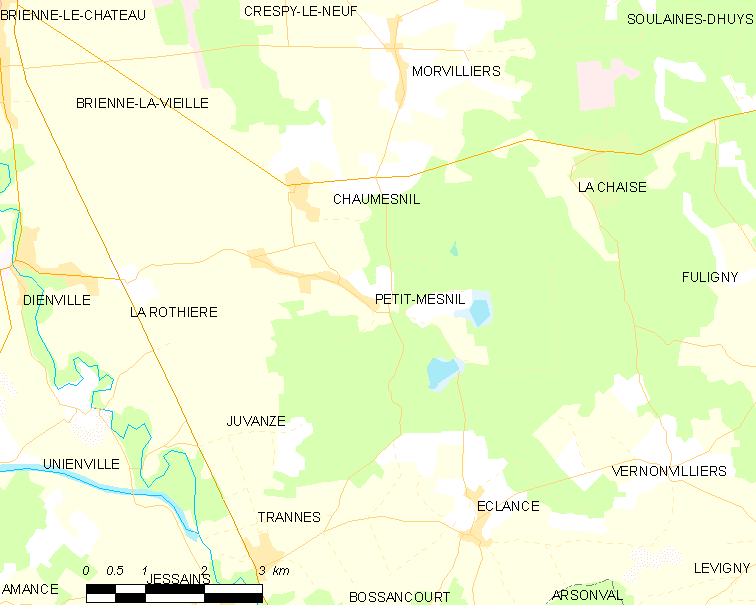
珀蒂梅尼勒的OSM定位图

珀蒂梅尼勒的时区为UTC+01:00、UTC+02:00（夏令时）。

## 行政
珀蒂梅尼勒的邮政编码为10500，INSEE市镇编码为10286。

## 政治
珀蒂梅尼勒所属的省级选区为奥布河畔巴尔县。

## 人口

1962-2008年间珀蒂梅尼勒人口变化图示

珀蒂梅尼勒于2022年1月1日时的人口数量为202人。